# The Upside Down Amsterdam
The Upside Down Amsterdam is een Instagrammuseum in Amsterdam waar bezoekers kunnen poseren met een diversiteit aan achtergronden voor ludieke foto's die op sociale media gebruikt kunnen worden.
Het is na WONDR en Youseum het derde Instagrammuseum in Amsterdam. Het onderscheidt zich door sociale betrokkenheid in haar programma te verwerken.

## Beschrijving
Het museum telt 1500 vierkante meter en 25 kamers en decors en werd reeds voor de opening aangeprezen als het grootste Instagram-museum in Europa, maar het heeft daarin concurrentie van Smile Safari die in vergelijkbare termen wordt gepromoot.
In The Upside Down wordt middels een spiegeldoolhof met haatreacties de impact van online pesten en bodyshaming geduid, en wordt er middels een kinderkamer aandacht gevraagd voor ‘vergeten kinderen’ waarmee stichting Het Vergeten Kind wordt gesteund.